# Champhai
Champhai là một thị trấn thống kê (census town) của quận Champhai thuộc bang Mizoram, Ấn Độ.

## Nhân khẩu
Theo điều tra dân số năm 2001 của Ấn Độ, Champhai có dân số 26.430 người. Phái nam chiếm 50% tổng số dân và phái nữ chiếm 50%. Champhai có tỷ lệ 80% biết đọc biết viết, cao hơn tỷ lệ trung bình toàn quốc là 59,5%: tỷ lệ cho phái nam là 81%, và tỷ lệ cho phái nữ là 79%. Tại Champhai, 15% dân số nhỏ hơn 6 tuổi.